# Alto Piemonte
L'Alto Piemonte (Àut Piemont in piemontese) è una definizione storica utilizzata in ambito geografico e linguistico ambiguamente definita come la porzione di pianura pedemontana a monte di Torino, compresa tra le province di Torino e Cuneo. Il Basso Piemonte, viceversa, è la porzione di pianura pedemontana a valle di Torino, che include tra l'altro Chivasso e le grangevercellesi.
Nell'uso linguistico si riferisce alle varietà, parlate e scritte, più conservative della lingua piemontese di koiné, che differiscono per tratti come la conservazione della desinenza -es di seconda persona singolare nelle coniugazione dei modi verbali definiti, oppure la conservazione della -e finale per il plurale femminile. Il tratto che definisce, per contrapposizione, il basso piemontese è la più innovativa terminazione in -i sia per la seconda persona singolare dei verbi, sia per il plurale femminile.